# Heimerziehung

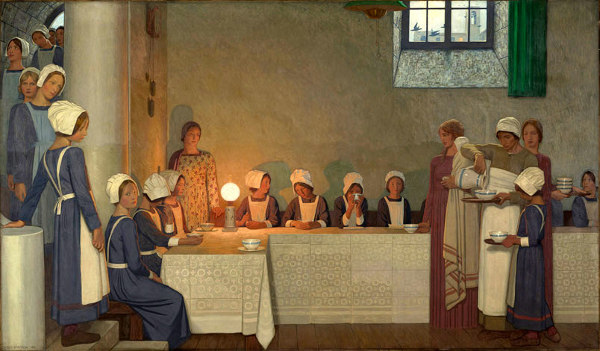
Frederick Cayley Robinson - Acts of Mercy Orphans I 1915

Unter Heimerziehung wird die Hilfe zur Erziehung in einer Einrichtung verstanden, in der Kinder und Jugendliche über Tag und Nacht pädagogisch betreut werden, um sie durch eine Verbindung von Alltagserleben mit pädagogischen und therapeutischen Angeboten in ihrer Entwicklung zu fördern. Der Ursprung der heutigen Heimerziehung liegt in dem klassischen Kinderheim, sie hat sich aber wesentlich weiterentwickelt. Der reine Fürsorgegedanke wurde durch das Partizipationsprinzip abgelöst. Für einen Großteil der Bevölkerung stellt das Kinderheim noch immer die klassische Jugendhilfeleistung dar und ist oft negativ konnotiert.
Die Aufgabenbereiche der Heimerziehung sind vielfältig. 

## Geschichte
Mit der Fürsorge für Waisenkinder beschäftigte sich bereits im 3. Jahrhundert v. Ch. der Philosoph Platon. So ist in seinen Athener Gesetzen (Nomoi, Elftes Buch, 926ff.) formuliert, dass Waisen Schutz und Obhut zu gewähren ist. Ähnliche Ansätze finden sich auch in der Halacha, der jüdischen Gesetzgebung. Eine erste gemeinschaftliche Fürsorge für Waisenkinder leisteten die christlichen Kirchen.
Im Mittelalter bestanden Waisenhäuser für Kinder, deren Eltern zum Beispiel durch Hunger und Krankheiten umgekommen waren, und Findelhäuser für Säuglinge, insbesondere außereheliche Kinder, die von ihren Müttern nicht weiter versorgt wurden.
Reformen im Bereich der Heimerziehung kamen unter anderem durch Johann Heinrich Pestalozzi und Philipp Emanuel von Fellenberg. In den Rettungsanstalten und Armenerziehungsanstalten wurden auch Kinder aus der Unterschicht, aus diskriminierten Gruppen (zum Beispiel Jenische, Fremdarbeiter) und Kinder von Suchtkranken untergebracht.

## Situation nach Ländern

### Deutschland

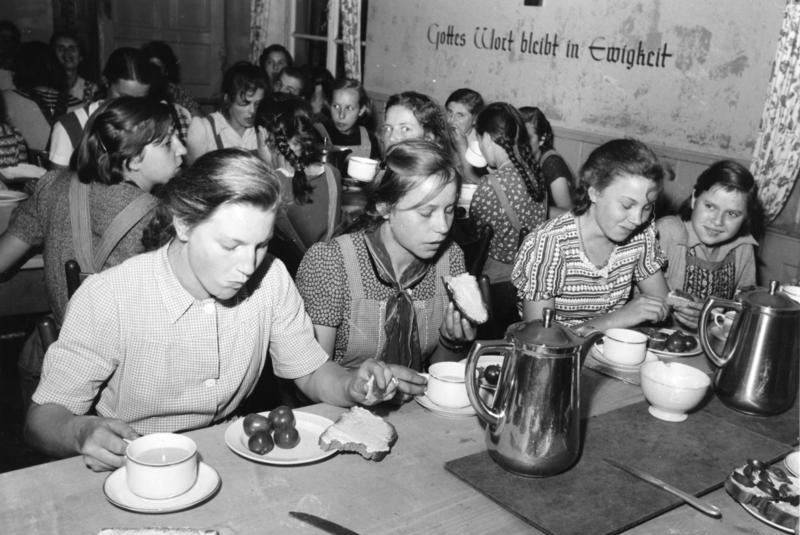
Freudenstadt, Waisenhaus

Die Heimerziehung in Deutschland entstand aus der Armenfürsorge im Mittelalter. Mittlerweile werden Wohngruppen gegenüber den Großheimen bevorzugt. 2010 kam es zum Runden Tisch Heimerziehung in den 50er und 60er Jahren (RTH) zur Aufarbeitung von Gewalt und Zwangsarbeit in der Heimerziehung in den alten Bundesländern, der zur Einrichtung eines Fonds führte.
Seit Jahren steigt in Deutschland die Zahl der Kinder und Jugendlichen in den Heimen und betreuten Wohngruppen. Ende 2011 lebten rund 65.000 junge Menschen in einer betreuten Wohnform. Die Zahl stieg damit seit 2008 um 11 %. 2016 wurden, laut Bundesamt für Statistik, 95.582 Kinder und Jugendliche in stationären Einrichtungen betreut, ein Plus von 63 % zu 2008.

### Deutsche Demokratische Republik
Gründe für die Einweisung in ein Heim des Systems der Spezialheime von Seiten der Jugendhilfe kamen neben schweren Erziehungsproblemen und Verhaltensstörungen auch im politisch-ideologischen Fehlverhalten (s. Erziehung zur Sozialistischen Persönlichkeit) liegen. Vom System der Spezialheime (z. B. Jugendwerkhöfen, im besonderen Ausmaß vom Geschlossenen Jugendwerkhof Torgau) ist bekannt, dass erzieherischer Missbrauch mit dem Ziel Umerziehung angewendet wurden. Menschen, die in einem Spezial- oder Sonderheim waren, können deshalb Rehabilitierung beantragen und Entschädigungszahlungen erhalten.
Von 1949 bis 1990 durchliefen 495.000 Minderjährige das Heimsystem der DDR:
- 135.000 davon waren in einem Spezialheim untergebracht und
- etwa 3500 im Kombinat der Sonderheime.

Insgesamt gab es 662 Heime:
- davon 456 Normalheime mit 21.259 Plätzen,
- 168 Spezialheime mit 9364 Plätzen und
- 38 Jugendwerkhöfe mit 3031 Plätzen.[5]

Zum 1. Juli 2012 wurde der Fonds Heimerziehung in der DDR in den Jahren 1949 bis 1990 errichtet. Aufgrund der hohen Anzahl ehemaliger Heimkinder war der Fonds Anfang 2014 ausgeschöpft. Der Fonds wurde mit Mitteln des Bundes und der Länder aufgestockt. Die Laufzeit des Fonds ist bis Ende Juni 2017 geplant. Neu ist eine Stichtagsregelung. Berücksichtigt wurden nur die bis zum 30. September 2014 gestellten Anträge. Die Antragsannahme wurde über die Anlauf- und Beratungsstellen für ehemalige Heimkinder in der DDR sichergestellt.

### Großbritannien und Commonwealth-Länder

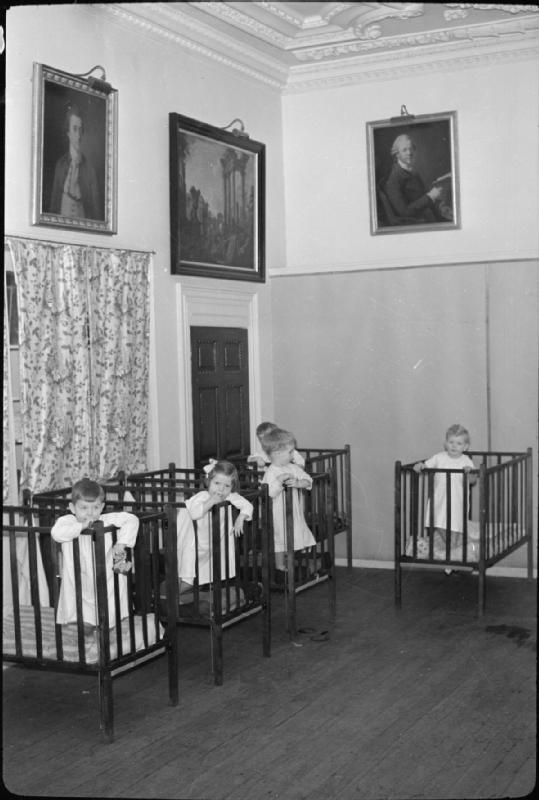
Chaim Weizmann Home, Instow, Devon, October 1942

Im Februar 2010 bat der britische Premierminister Gordon Brown ehemalige Heimkinder für erlittenes Unrecht öffentlich um Entschuldigung. Hierbei stand insbesondere die Verschickung von Kindern aus Großbritannien in die britischen Kolonial-Gebiete im Mittelpunkt, was bis in die 1960er-Jahre hinein betrieben wurde.
In Australien und Kanada wurden in den vergangenen Jahren Wahrheitskommissionen gebildet zur Untersuchung der von den Behörden betriebenen Vorgänge, bei denen Kinder aus kanadischen Indianer- und australischen Eingeborenenfamilien ihren Eltern entzogen und in Heime gesteckt wurden. Erst nach der Wahl von Gough Whitlams zum Premierminister von Australien wurde diese Praxis, heute unter der Bezeichnung stolen generations bekannt, ab 1972 beendet.
Missbrauchsvorfälle in Heimen sowie der missbräuchliche Umgang mit Betreuungsgeldern in den Einrichtung führte in Australien in den 1980er und 1990er Jahren zur Schließung von Kinderbetreuungseinrichtungen. Diese Entwicklung hatte zur Folge, dass viele Heimkinder in das Obdachlosenprogramm SAAP (Supported Accommodation Assistance Program) sowie in die Jugendgerichtsbarkeit fielen.
Eine Kommission für Kriminalität und Fehlverhalten veröffentlichte 2004 einen Bericht mit dem Titel „Schutz von Kindern: Eine Untersuchung über den Missbrauch von Kindern in der Pflege (CMC-Bericht)“. Als Reaktion auf die Ergebnisse dieses Berichts beschloss die Regierung, Kinderbetreuungseinrichtungen für Kinder wieder einzurichten. Ein besonderer Schwerpunkt wurde dabei auf die Qualitätsstandards der Einrichtungen gelegt. Die Unterbringung von Kindern und Jugendlichen in Heimen wird, u. a. im Bundesstaat Queensland, als eine Notwendigkeit angesehen.
In den Jahren zwischen 1944 und 1959 wurden in Kanada durch die Regierung von Maurice Duplessis in der Provinz Quebec tausende, oft unehelich geborene, Kinder von ihren Eltern getrennt und in die Obhut kirchlicher und staatlicher Waisenheime gegeben. Es galt, diese Kinder als „gesellschaftliche Fehltritte“ zu verstecken. Die Heime wurden größtenteils von der Provinzregierung finanziert. Dort wurden sie über viele Jahre als billige Arbeitskräfte benutzt, sexuell missbraucht oder körperlich misshandelt. Einige von ihnen wurden für geisteskrank erklärt und in psychiatrische Anstalten abgeschoben. Auch Heime selbst wurden in psychiatrische Anstalten umgewandelt und die darin untergebrachten Waisen für geisteskrank erklärt. Der Grund dafür war der höhere Pflegesatz, der für geistig behinderte Kinder von der Regierung gezahlt wurde. Man benutzte sie als Versuchskaninchen für Medikamente – manchmal mit tödlichem Ausgang.

### Irland
Die Heimerziehung in Irland ist dort und weltweit seit den 1990er Jahren im Zusammenhang mit systematischen Missbrauch und Misshandlung Tausender Kinder in Heimen bekannt geworden. Im Jahr 2000 wurde eine Kommission ins Leben gerufen die einen, nach juristischem Eingreifen anonymisierten Untersuchungsbericht vorlegte. Sie stellte 2009 fest: „Ein Klima der Angst, geschaffen durch umfassende, überzogene und willkürliche Strafmaßnahmen, durchzog die meisten dieser Institutionen.“ In den Schulen, die nur von Jungen besucht wurden, war der sexuelle Missbrauch der Schüler dem Bericht zufolge durchgängig üblich. Mädchen wurden routinemäßig sexuell missbraucht. Sowohl der ehemalige irische Premierminister Bertie Ahern als auch Kardinal Seán Brady, Primas von Irland und Erzbischof von Armagh entschuldigten sich mehrmals öffentlich für jahrzehntelangen Missbrauch. Den Opfern wurden Entschädigungen in der Höhe von insgesamt 1,28 Milliarden Euro zugesprochen, die Kosten tragen Staat und katholische Kirche gemeinsam.
Der Skandal wurde auch durch den Film Die unbarmherzigen Schwestern, der verschiedene Auszeichnungen erhielt, bekannt. Er schildert die Misshandlungen in den maßgeblichen Magdalenenheimen (Magdalene Laundries „Magdalenen-Wäschereien“). Ein weiterer Fall wurde im Film Philomena dargestellt.
Durch die Historikerin Catherine Corless wurden die Fälle der fast 800 Kinder bekannt, deren Leichen in einem bereits in den 1970ern entdeckten Massengrab in Tuam gefunden worden waren. Die Historikerin hatte Zugang zu den Akten des Heims St. Mary’s Mother and Baby Home und den dort geführten Daten zu Identität, Geburtsdaten und Sterbealter der Kinder erhalten. In dem von 1925 bis 1961 durch die Congregation of the Sisters of Bon Secours geführten Heim brachten Frauen ihre unehelichen Kinder zur Welt.
Nach der Veröffentlichung des Abschlussberichts Mother and Baby Homes report bezeichnete Ministerpräsident Micheál Martin im Januar 2021 das dort Berichtete als ein „dunkles, schwieriges und beschämendes Kapitel“ der jüngsten Geschichte Irlands.

### Österreich
Die heute geltenden Regelungen zur Jugendfürsorge und Fürsorgeerziehung in Österreich besitzen ihren Ursprung im ABGB von 1811 und dem Außerstreitgesetz von 1854. Auch noch im 20. Jahrhundert waren Kinder und Jugendlichen teils schweren Übergriffen und Misshandlungen ausgesetzt. Das Jugendwohlfahrtsgesetz von 1989 brach mit dem System der geschlossenen Unterbringung. Bis in die 2000er-Jahre wurden die letzten Großheime geschlossen und flächendeckend kleinere Betreuungseinheiten eingerichtet.

### Rumänien
Internationales Aufsehen erregte das Thema Heimerziehung auch nach der politischen Wende 1989 in Rumänien und dem Bekanntwerden der schlechten Zustände in den Kinder- und Behindertenheimen dort. Zahlreiche ausländische und einheimische Initiativen nahmen ihre Arbeit auf, um den aus der Gesellschaft ausgestoßenen Kindern der rumänischen Heime eine neue Zukunft zu ermöglichen (siehe auch Cighid, Geschichte Rumäniens).

### Schweiz
Zu den weltbekannten Schweizer Pionieren im Bereich der Heimerziehung zählen Johann Heinrich Pestalozzi und Philipp Emanuel von Fellenberg. Heute arbeiten verschiedene Initiativen daran, die Folgen der Heimerziehung, darunter erlittene Gewalt und Zwangsarbeit, aufzuarbeiten und für erlittene Schäden Schadensersatz durchzusetzen.

### Südkorea
Der südkoreanische Machthaber Park Chung-hee ruft 1975 zur Reinigung des Landes von „Herumtreibern“ auf. Obdachlose, Dissidenten und Kinder werden weggesperrt, missbraucht und getötet – besonders viele in den Jahren vor den Olympischen Spielen in Seoul 1988. Landesweit gab es 36 Einrichtungen in ganz Südkorea, in denen Unerwünschte untergebracht wurden. Einige Heime, u. a. das ehemalige Waisenhaus namens Brüderheim unweit von Busan, glichen eher einem Zwangslager als einem Heim. Allein in diesem Heim waren 4.000 Insassen untergebracht, die Zwangsarbeit in 20 Fabriken verrichteten und daneben Missbrauch, Vergewaltigungen oder den Tod fürchten müssten. 90 Prozent von ihnen hätten nicht einmal dort sein dürfen, weil sie nicht unter die von der Regierung vorgegebene Definition von „Herumtreibern“ fielen. Aus den Dokumenten lässt sich entnehmen, dass die Zahl der Insassen 1986 auf mehr als 16 000 anstieg. Die Nachrichtenagentur AP erfuhr in Interviews mit Opfern, Zeugen, Ermittlern und aus zugänglichen Regierungsdokumenten von Hunderten Todesfällen und Vergewaltigungen, für die auch zwei Jahre vor den Olympischen Spielen in Südkorea, 2018 in Pyeongchang, niemand zur Verantwortung gezogen worden ist.

### USA

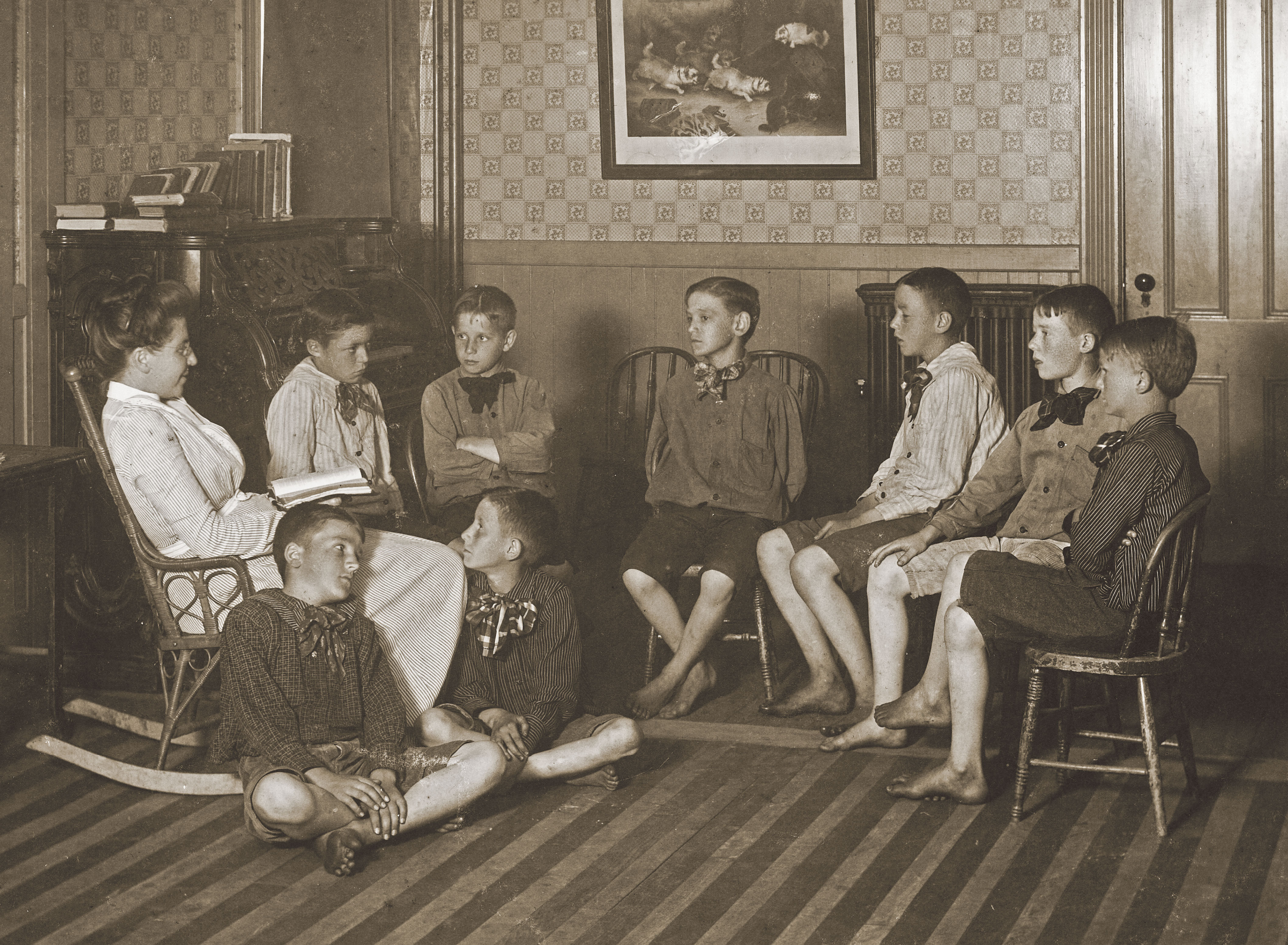
1900 Kurn Hattin Residential

Die ersten Betreuungseinrichtungen von Kindern in den Vereinigten Staaten waren Armen- und Waisenhäuser. Diese Häuser wurden aufgrund der zunehmenden Armut von holländischen und britischen Kirchen mit der beginnenden Emigration etabliert. Erste Häuser wurden auf dem Gebiet des heutigen Bundesstaates New York ab 1650 gegründet.
Zu Beginn des 20. Jahrhunderts wurden etwa 150.000 amerikanische Kinder in 1.150 Kinderbetreuungseinrichtungen untergebracht. Mit Beginn der Industrialisierung wurden Reformansätze in der Unterbringung der Kinder entwickelt und umgesetzt. Das Kind wurde als „kleiner Erwachsene“ betrachtet. Bildung wird als Schlüssel zum sozialen Wandel erkannt. Es sollte eine Politik zum Wohl aller Amerikaner etabliert werden, die auch Einzug in der Heimbetreuung finden sollte. Im Jahr 1909 fand unter Präsident Theodore Roosevelt die erste Konferenz im Weißen Haus zum Thema „Die Fürsorge für abhängige Kinder“ statt, bei der die Regierung Angebote für die Einrichtung eines Pflege- und Adoptionsprogramms sowie die Schaffung eines Bundeskinderbüros vorlegte.
Diese Angebote führten zu einer spürbar positiven Entwicklung der Heimbetreuung in den folgenden Jahrzehnten. In Zusammenarbeit mit dem Pflege- und Adoptions-System wird die Heimbetreuung heute als ein qualitativ hochwertiges außerfamiliäres Betreuungs- und Kinderfürsorgeangebot angesehen, wenngleich Missstände in Heimen nicht auszuschließen sind. Ein Mittel zur Feststellung der Qualität in den Heimen erfolgt durch eine Form von Zertifizierung durch einen Akkreditierungsrat (Council of Accreditation).
Berüchtigt für extreme Kindesmisshandlungen, sadistische Bestrafungen und ungeklärte Todesfälle wurde die von 1900 bis 2011 bestehende Florida School for Boys in Florida.

## Kritik
Amerikanische Wissenschaftler, u. a. Charles A. Nelson von der Harvard University, untersuchten in rumänischen Waisenhäusern ab 2000 und in den Folgejahren, wie sich die Unterbringung in Heimen auf die kindliche Entwicklung auswirkt. Die Kinder in den Heimen wiesen ernsthafte Entwicklungsstörungen wie einen verminderten IQ und deutlich sichtbare Herausforderungen Bindungen einzugehen auf. Kernspintomographische Untersuchungen offenbarten eine sichtbar schwächere Hirntätigkeit. Kinder in Heimen, die genug zu essen bekamen, waren deutlich kleiner als ihre Altersgenossen. Kein untersuchtes Heimkind zeigte eine normale Sprachentwicklung. Die Enden der Chromosomen von Kindern, die längere Zeit in den Waisenhäusern zubrachten, die sogenannten Telomere, waren verkürzt. Ihre Zellen altern schneller, die verkürzten Telomere könnten ein erster Indikator für künftige mentale Probleme sein.
Einer der Kritikpunkte an der traditionellen Heimerziehung ist, dass das Verhalten des Kindes oder des Jugendlichen sich nicht nachhaltig gegenüber seinem ursprünglichen Umfeld ändert. Der junge Mensch werde eher „heimangepasst“, lerne also, sich in dem pädagogischen Umfeld zu behaupten, da starke Strukturen und konsequente Umsetzung von Erziehungsgrundsätzen dazu zwingen, so die Kritik. Bei Rückkehr in eine Familie – soweit diese überhaupt erfolge – gebe es keinen Grund mehr, das Erlernte umzusetzen – bzw. gute Gründe gerade dies nicht zu tun.
Ein weiterer Kritikpunkt ist, dass das Problem nur beim Kind oder den Jugendlichen gesehen wird. Es wird zum „Symptomträger“ gemacht, wie es zum Beispiel Familientherapeuten nennen. Statt dass die ganze Familiensituation betrachtet wird, in der die Probleme möglicherweise entstanden sind, werde der betroffene junge Mensch zu einer Art „Sündenbock“, zum „Schuldigen“.
In neuerer Zeit wird bei der Heimerziehung immer mehr auf Qualitätsmanagement gesetzt, zum Beispiel durch regelmäßige staatliche Kontrollen seitens der zuständigen Behörden, was jedoch stark von der Qualifikation der Personen abhängt, die solche Überprüfungen vornehmen. Im Zuge finanzpolitischer Reformen bzw. der Geldknappheit der öffentlichen Hand tritt Heimunterbringung gegenüber anderen Hilfeformen der Hilfen zur Erziehung teilweise zurück. Manche Kinder haben bereits die ganze Bandbreite der Jugendhilfe hinter sich, bevor die von Anfang an in Betracht gezogene Heimunterbringung erfolgt. Alternative Wohnformen werden nur selten als Möglichkeit in Betracht gezogen.

## Aufarbeitung und Entschädigung im internationalen Vergleich

### Deutschland
Die Geschichte von Säuglings-, Kinder- und Jugendheimen war und ist teilweise noch ein Tabuthema, dem die Sozialgeschichtsschreibung lange auswich. Es waren überwiegend Insider wie Behördenmitglieder, Institutionsleiter, Sozialpädagogen und Kinderpsychiatern, welche sich aus ihrer eigenen Sicht heraus in Jubiläumsschriften und Fachartikeln äußerten. In einigen Ländern wurden Entschädigungen für ehemalige Heimkinder und andere Opfer fürsorgerischer Zwangsmaßnahmen ausbezahlt.
In Deutschland war aufgrund der hohen Anzahl ehemaliger Heimkinder der Fonds bereits Anfang 2014 ausgeschöpft und wurde im Weiteren mit Mitteln des Bundes sowie der Länder wieder aufgestockt. Dabei konnten die Anträge berücksichtigt werden, die bis zum 30. September 2014 gestellt wurden. Projekte zur überindividuellen Aufarbeitung der Heimerfahrung können bei den Anlauf- und Beratungsstellen beantragt werden und müssen zum Ende der Fondslaufzeit bis zum 31. Dezember 2018 vollständig abgerechnet sein. Im Zeitraum Juli 2012 und Ende September 2014 haben sich rund 27.500 Betroffene gemeldet.
Kritik an der Form der Aufarbeitung des Unrechts und der Umsetzung des Heimfonds für die betroffenen ehemaligen Heimkinder in Deutschland äußerte Manfred Kappeler. Er hat sich wissenschaftlich und publizistisch mit dem Schicksal der ehemaligen Heimkinder auseinandergesetzt.
Seit 1998 wurde die Gedenkstätte Geschlossener Jugendwerkhof Torgau eingerichtet. Eine Dauerausstellung in den unteren Räumen der Gedenkstätte zeigt anhand von Dokumenten und Zeitzeugenberichten den Alltag im GJWH. Besichtigt werden können u. a. die Dunkelarrestzellen sowie der ursprüngliche Innenhof und Reste der Außenmauern.
Im August 2019 wird der Abschlussbericht der Fonds Heimerziehung und die Stellungnahme der Bundesregierung veröffentlicht. Die Ziele der Errichter der Fonds waren hoch gesteckt und im Fazit der Stellungnahme der Bundesregierung heißt es: „Nicht in jedem Einzelfall sind die Fonds diesen hohen Anforderungen im vollen Umfang gerecht geworden. Aber die breite Zufriedenheit der Betroffenen insgesamt belegt eindrucksvoll, dass sich der finanzielle und immaterielle Aufwand gelohnt hat. Ausschlaggebend für den Erfolg der Fonds war nicht zuletzt die Bereitschaft der Errichter, gemeinsam mit den Vertreterinnen und Vertretern der Betroffenen bei der Umsetzung der Fonds neue Wege zu gehen, Lösungsmöglichkeiten auszuprobieren und getroffene Entscheidungen auch zu korrigieren, wenn es im Sinne einer betroffenenfreundlichen Praxis notwendig war. Damit ist es gelungen, auch die übergeordneten Ziele der Fonds zu erreichen und einen Beitrag zur gesellschaftlichen Aufarbeitung und Aussöhnung mit einem dunklen Kapitel der neueren deutschen Geschichte zu leisten.“
Was einschlägige Vorgänge in Schleswig-Holstein angeht, so gibt es dazu eine Studie des Instituts für Medizingeschichte und Wissenschaftsforschung an der Universität Lübeck, geleitet von Cornelius Borck. Demnach wurden landesweit etwa 3000 Kinder und Jugendliche „regelmäßig mit Arzneimitteln behandelt und ruhiggestellt“. Zudem gab es zahlreiche nicht indizierte Medikamentenversuche. Die Folgen waren oft gravierend. Für die Geschädigten gab es viele Jahre danach jeweils 9000 Euro. Das Land stellt bis 2030 in einem Fonds 6,2 Millionen Euro bereit.
Eine weitere, durch Sylvia Wagner durchgeführte Studie belegte weitere Arzneimittelprüfungen in großem Ausmaß an Heimkindern in der Zeit von 1949 bis 1975 in der Bundesrepublik Deutschland, darunter mit Neuroleptika und Medikamenten anderer Gruppen. (Siehe hierzu auch: Menschenversuch#Deutschland.)

### Schweiz
In der Schweiz erhielten ehemalige Heimkinder in den Jahren 1988 bis 1993 durch zwei Fondskommissionen, die von Kindswegnahmen, Fremdplatzierung in Heimen und Anstalten, als Verdingkinder oder als Adoptierte systematisch aus ihrer Herkunftskultur gerissen wurden und von denen einige auch einer Zwangssterilisation unterzogen wurden, eine so genannte „Wiedergutmachung“ in Form einer Auszahlung in der Höhe zwischen 2.000 und 20.000 Franken. Auch in Irland, Schweden, Island oder Kanada wurden Entschädigungsleistungen an die Betroffenen gezahlt.
2013 wurde die Gedenkstätte Mümliswil als erste nationale Gedenkstätte der Schweiz für Heim- und Verdingkinder in einem ehemaligen Kinderheim in Mümliswil eingerichtet.

## Persönlichkeiten die in Kinderheimen lebten

### Afrika
- Cesária Évora, bekannteste Sängerin Kap Verdes, gilt als Königin der Morna
- Senait Ghebrehiwet Mehari, Autorin und Sängerin mit eritreischen und äthiopischen Wurzeln

### Asien
- Saul Friedländer, israelischer Historiker und Autor

### Australien und Ozeanien
- Archie Roach, Sänger und Liederschreiber aus Australien
- Margaret Tucker, politische Aktivistin der Aborigines

### Europa
- Mario Adorf, deutscher Schauspieler
- Thomas Bernhard, österreichischer Schriftsteller
- Ibrahim Böhme, deutscher Politiker (SDP bzw. SPD) und inoffizieller Mitarbeiter des MfS der DDR
- Cashmo, deutscher Rapper und Musikproduzent
- Jón Gnarr, isländischer Komiker, Musiker, Schriftsteller und Politiker
- Adolph Hoffmann, SPD-Politiker, Mitglied im preußischen Abgeordnetenhaus und im Deutschen Reichstag sowie preußischer Kultusminister
- Fritz Honka, deutscher Serienmörder
- Uwe Hück, Betriebsratsvorsitzender und stellvertretender Aufsichtsratsvorsitzender der Porsche AG
- Gottfried John, deutscher Schauspieler, Synchronsprecher und Hörspielsprecher
- Freya Klier, deutsche Autorin und Regisseurin sowie eine ehemalige DDR-Bürgerrechtlerin
- Clément Moreau, politisch und sozial engagierter Gebrauchsgrafiker und Künstler
- Domenica Niehoff, prominente Prostituierte in Hamburg und Aktivistin für die Legalisierung der Prostitution als Beruf
- Rosemarie Nitribitt, Frankfurter Edelprostituierte
- Oz,  deutscher Graffiti-Künstler
- Nina Ruge, deutsche Fernsehmoderatorin, Buchautorin und Journalistin
- Wolfgang Schnur, deutscher Jurist, Inoffizieller Mitarbeiter des MfS und Politiker in der Wendezeit der DDR
- Detlef Soost, (auch Detlef D! Soost) deutscher Tänzer und Choreograf
- Betty Taube, deutsches Model und Influencerin, ehemalige GNTM-Teilnehmerin
- François Truffaut, französischer Filmregisseur, Filmkritiker, Schauspieler und Produzent
- Peter Wawerzinek, deutscher Schriftsteller
- Karl Welunschek, österreichischer Theaterregisseur, Bühnenbildner, Theaterintendant und Kurator

### Nordamerika
- Louis Armstrong, amerikanischer Jazztrompeter, Sänger und Schauspieler
- Ella Fitzgerald, US-amerikanische Jazz-Sängerin
- Phil Fontaine, indianischer Stammesführer und Vorsitzender (National Chief) der Versammlung der First Nations in Kanada
- Billie Holiday, US-amerikanische Jazzsängerin
- John Kruesi, Maschinenbauer und ein langjähriger Partner von Thomas Edison
- Charles Manson, US-amerikanischer Mörder, Musiker und Anführer der Manson Family
- Lee Harvey Oswald, mutmaßlicher Mörder des amerikanischen Präsidenten John F. Kennedy
- Babe Ruth, US-amerikanischer Baseballspieler
- Steve McQueen, US-amerikanischer Film- und Fernsehschauspieler
- Henry Morton Stanley, britisch-amerikanischer Journalist, Afrikaforscher und Buchautor
- Barbara Stanwyck, US-amerikanische Schauspielerin
- Malcolm X, US-amerikanischer Führer der Bürgerrechtsbewegung

### Südamerika
- Ivian Sarcos, venezolanische Schönheitskönigin und Miss World

## Rezeption in Kunst und Literatur
Charles Dickens beschrieb 1837–1839 das Leben eines britischen Heimkindes im 19. Jahrhundert in seinem Roman Oliver Twist.
Ulrike Meinhof beschrieb eine Rebellion von westdeutschen Heimkindern in den 1960er Jahren in ihrem Fernsehspiel Bambule (1970).
Der deutsche Rapper Cashmo verarbeitete in dem Song Heimkind seine eigene Heimgeschichte. Im Alter von elf Jahren wurde er nach mehreren Verhaltensauffälligkeiten und Straftaten wie Diebstahl, in ein Jugendheim eingewiesen. Dort kam er in Kontakt mit dem Rap. 
Die Journalistin Nina Ruge schildert ihre Erlebnisse in einigen ihrer Bücher.
1988 schrieb der australische Sänger Archie Roach das Lied Tok the Children Away (Die Kinder weggenommen). Er beschrieb darin seine Erfahrungen, durch die staatlichen Behörden in Australien aus seiner Familie gewaltsam entfernt und in einem Waisenhaus gebracht worden zu sein. 1991 wurde das Lied für den ARIA Award for Breakthrough Artist-Single nominiert. Im gleichen Jahr gewann er mit dem Titel den Human Rights Achievement Award. 2013 wurde das Lied in das Sounds of Australia-Register des National Film and Sound Archive aufgenommen.

### Deutschland
- Wolfgang Gabel: Orte außerhalb. Jugendroman. Anrich, Mülheim an der Ruhr 1972, ISBN 3-920110-13-7.
- Harry Graeber: Misshandelte Zukunft. Autobiografische Erzählung. Mainz 2001, ISBN 3-927223-57-3. (Graebers Schilderungen der eigentümlichen Heimwelt der Nachkriegsjahre und ihrer fragwürdigen Erziehungsmethoden sollen jedoch nicht als Anklage verstanden werden, sondern lediglich die autobiographische Situation wiedergeben. Neuauflage 2006 unter dem Titel Misshandelte Zukunft – Erschütternder Erlebnisbericht eines Heimkindes im Nachkriegsdeutschland).
- Mirijam Günter: Heim. nicht autobiografische. Jugendroman. 2004, ISBN 3-920110-27-7. (beschreibt die vergebliche Flucht einiger Heimkinder. Günter kritisiert drastisch die Heimerziehung in Deutschland)
- Peter Wensierski: Schläge im Namen des Herrn. DVA, Stuttgart 2006, ISBN 3-421-05892-X. (In diesem Buch geht es um die bisher wenig öffentlichen Lebensbedingungen von Heimkindern in Deutschland in den Jahren 1950 bis 1970. Systematische Kinderarbeit sowie Prügel und Erniedrigungen bei geringsten Anlässen scheinen nach Aussagen des Buches eher die Regel als die Ausnahme gewesen zu sein. Das Buch besteht zu großen Teilen aus Reportagen von ehemaligen Heimkindern, die mittlerweile 40 bis 60 Jahre alt sind).
- Alexander Markus Homes: Heimerziehung. Lebenshilfe oder Beugehaft? 2006, ISBN 3-8334-4780-X. (In einer Neuauflage mit dem Untertitel Gewalt und Lust im Namen Gottes, in dem er auch aktuelle Fälle von Missständen in kirchlichen Einrichtungen schildert).
- Katrin Zimmermann-Kogel, Norbert Kühne: Aspekte der Heimerziehung. In: Praxisbuch Sozialpädagogik. Band 4, Bildungsverlag EINS, Troisdorf 2007, ISBN 978-3-427-75412-1.
- Moritz Wulf Lange: Kleine Aster. Kriminalroman. Bloomsbury, Berlin 2009, ISBN 978-3-8270-0793-3. (Durch eine Rezension von Wensierskis Buch inspiriert und greift, neben anderen, auch das Motiv der Misshandlungen in Kinderheimen aufgreift).
- Volker Rhein (Hrsg.): Moderne Heimerziehung heute - Beispiele aus der Praxis. 3 Bände. Frischtexte, Herne 2009/11, ISBN 978-3-933059-40-6 und ISBN 978-3-933059-42-0.
- Andreas Völker: Stromzeit - Erinnerungen an das Kinderheim Schloss Beuggen. 2011, ISBN 978-3-942066-03-7.
- Arbeitsgemeinschaft für Kinder- und Jugendhilfe - AGJ (Hrsg.): Aufarbeitung der Heimerziehung in der DDR - Expertisen. Berlin 2012, ISBN 978-3-922975-98-4.
- Anke Dreier, Karsten Laudien: Einführung. Heimerziehung der DDR. Verlag Konferenz der Landesbeauftragten für die Unterlagen des Staatssicherheitsdienstes der ehemaligen Deutschen Demokratischen Republik und zur Aufarbeitung der Folgen der kommunistischen Diktatur, 2012, ISBN 978-3-933255-40-2.
- Johann Lambert Beckers: Protokoll eines Heimkindes. Edition Beckers, Verlag epubli, 2015, ISBN 978-3-7347-6199-7.
- Christian Sachse: Der letzte Schliff. Jugendhilfe der DDR im Dienst der Disziplinierung von Kindern und Jugendlichen (1949–1989). Hrsg.: Die Landesbeauftragte für Mecklenburg-Vorpommern für die Unterlagen des Staatssicherheitsdienstes der ehemaligen DDR, Schwerin 2011, ISBN 978-3-933255-35-8.
- S. B. Gahleitner: Was hilft ehemaligen Heimkindern bei der Bewältigung ihrer komplexen Traumatisierung? (rundertisch-heimerziehung.de)
- S. B. Gahleitner, I. Oestreich: Da bin ich heute krank von. (rundertisch-heimerziehung.de)
- Wenn ehemalige Heimkinder heute zu uns in die Beratung kommen – was müssen oder sollten wir wissen? (rundertisch-heimerziehung.de)
- Gründungsinitiative Stiftung Königsheide (Hrsg.): Ein Heim – und doch ein Zuhause? (DDR), Beggerow Buchverlag, Berlin 2015, ISBN 978-3-936103-38-0.
- Eckart Roloff und Karin Henke-Wendt: Heimkinder - jahrzehntelang Objekte illegaler Tests. In: Eckart Roloff und Karin Henke-Wendt: Geschädigt statt geheilt. Große deutsche Medizin- und Pharmaskandale. S. Hirzel Verlag, Stuttgart 2018, ISBN 978-3-7776-2763-2, S. 219–233.
- Sylvia Wagner: Arzneimittelversuche an Heimkindern zwischen 1949 und 1975. Mabuse-Verlag, Frankfurt/M. 2020, ISBN 978-3-86321-532-3.
- Sylvia Wagner: heimgesperrt. Missbrauch, Tabletten, Menschenversuche: Heimkinder im Labor der Pharmaindustrie. Verlag Correctiv, Essen 2023, ISBN 978-3-948013-21-9.
- August Brandt (Reichssekretariat der Internationalen Arbeiterhilfe (IAH)) (1929): Gefesselte Jugend in der Zwangsfürsorgeerziehung, Scan bei archive.org

### Österreich
- Dagmar Wortham: Die ungeliebten Kinder. Endstation Heim? Goldegg Verlag, Wien, 2010, ISBN 978-3-902729-03-3. (erzählt von den Zuständen in österreichischen Heimen, es schildert Schicksale von Heimkindern, den emotionalen Auswirkungen erlebter Traumata und der Hilflosigkeit der Betreuer auf Grund mangelnder Ausbildung und mangelnder Mittel hier speziell gegensteuern zu können und der daraus resultierenden Resignation auf beiden Seiten.)

### Schweiz
- Urs Hafner: Heimkinder: eine Geschichte des Aufwachsens in der Anstalt. Hier + JetztVerlag für Kultur und Geschichte, Baden 2011, ISBN 978-3-03919-218-2.

## Filme
- Wir sind doch keine Heimkinder (2019, Produktion im Auftrag der Graf Recke Stiftung)
  - Film in voller Länge (52 min)
  - WDR Lokalzeit (14. Februar 2019): Interview mit der Autorin
  - Lehrmaterial (www.wir-sind-doch-keine-heimkinder.de)
- Werner We Love You (2021, Dokumentarfilm, 90 min)